# Tadeusz Mazowiecki
Tadeusz Mazowieckiⓘ [taˈdɛuʂ mazɔˈvʲɛt͡skʲi] (n. 18 aprilie 1927, Płock, Polonia – d. 28 octombrie 2013, Varșovia, Polonia) a fost un scriitor, ziarist, filantrop și om politic de orientare creștin-democrată din Polonia, fost lider al mișcării Solidaritatea și primul premier necomunist din Europa Centrală și de Est de după al Doilea Război Mondial.

## Biografie
Mazowiecki provine dintr-o familie nobiliară poloneză, ce folosea stema Dołęga. A studiat la Liceul Mareșal Stanisław Małachowski (promoția 1946), după care a început să studieze dreptul la Universitatea din Varșovia, dar nu a absolvit. Între 1945 și 1955, Mazowiecki a fost membru al Asociației PAX, o grupare catolică aflată sub controlul comuniștilor, asociație din care a fost înlăturat pentru că conducea așa-numita opoziție internă. Între 1953 și 1955, a fost redactor-șef al săptămânalului catolic WTK - Wrocławski Tygodnik Katolicki. În perioada stalinistă din Polonia, a fost implicat în defăimarea Episcopului de Kielce Czesław Kaczmarek, acuzat pe nedrept de comuniști că este spion american și al Vaticanului.
A fost unul din membrii fondatori ai Clubului Intelectualității Catolice, înființat în 1957. În 1958, Mazowiecki a înființat revista lunară Więź, devenindu-i redactor-șef. În anii 1961-72 a fost reprezentant în Sejm, al treilea, al patrulea și al cincilea său mandat fiind ca reprezentant al grupării catolice Znak. A ridicat în fața legislativului problema demonstrațiilor studențești din martie 1968.
După protestele din 1970 din Polonia Mazowiecki a insistat să se înființeze o comisie de anchetare a celor responsabili de vărsarea de sânge. Când în 1976 nu a mai fost lăsat să candideze, s-a alăturat opoziției.
În august 1980 a condus Grupul de Experți care a susținut muncitorii din Gdańsk ce negociau cu autoritățile. După 1981 a fost redactor-șef al săptămânalului Tygodnik Solidarność (Solidaritatea). După declararea legii marțiale în decembrie 1981 a fost arestat și încarcerat la Strzebielnik, apoi la Jaworz și în cele din urmă la Darłówek.
A fost printre ultimii deținuți politici eliberați, la 23 decembrie 1982. În 1987 a petrecut un an în străinătate, discutând cu politicieni și reprezentanți sindicali. El credea cu convingere în procesul de cucerire a puterii de la Partidul Muncitoresc Unit Polonez prin negocieri și a jucat astfel un rol activ în discuțiile Mesei Rotunde, devenind unul dintre cei mai importanți arhitecți ai acordului prin care s-a decis organizarea de alegeri parțial libere la 4 iunie. La 17 august, Mazowiecki s-a întâlnit cu Lech Wałęsa, care i-a oferit postul de prim-ministru în guvernul ce urma să se formeze.

## Cabinetul Tadeusz Mazowiecki

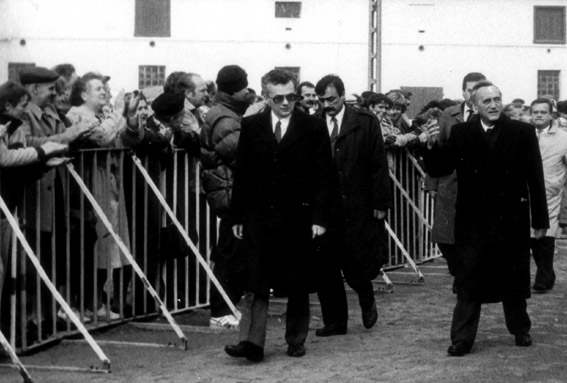
Vizita de stat în Germania

Guvernul Mazowiecki a reușit să efectueze numeroase reforme fundamentale într-o perioadă scurtă de timp. Sistemul politic a fost schimbat profund; s-au introdus o gamă largă de libertăți cetățenești și un sistem multipartid, iar numele oficial al țării (cu înlăturarea denumirii Populară) și stema ei au fost schimbate. La 29 decembrie 1989, s-au efectuat modificări fundamentale în Constituție: preambulul a fost eliminat, capitolele ce priveau forma de guvernământ și structura economiei au fost modificate, capitolele ce priveau sindicatele au fost rescrise și s-a introdus o noțiune uniformă a proprietății. Aceste schimbări au permis transformarea economiei. Setul de reforme demarate sub guvernul Mazowiecki (denumite planul Balcerowicz) au permis stoparea hiperinflației și reformarea economiei cu introducerea mecanismelor de economie de piață liberă și privatizarea.

## „Linia groasă”

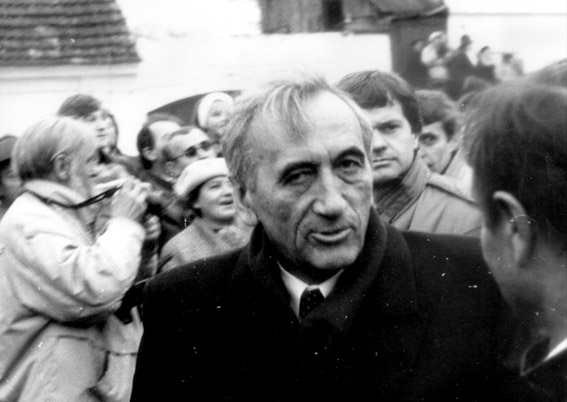
Mazowiecki în 1989

În 1989, la primul discurs al său ca parlamentar în Sejm, Mazowiecki a vorbit despre o „linie groasă” (în poloneză gruba linia): „Vom trage o linie groasă peste tot ce s-a întâmplat în trecut. Vom răspunde numai pentru ceea ce vom fi făcut pentru a ajuta Polonia să se salveze din criza în care se află”. La început, expresia avea semnificația nerăspunderii guvernului său pentru pagubele produse economiei naționale de guvernele anterioare.
Presa l-a parafrazat ulterior, folosind termenul de „dungă groasă” (în poloneză gruba kreska). Astăzi, citatul este folosit de unii critici ai lui Mazowiecki pentru a descrie presupusa toleranță a guvernului respectiv față de foștii activiști ai PMUP și al serviciilor de securitate subordonate acestora. În timpul guvernului Mazowiecki, ministerul de interne și cel al apărării erau controlate încă de activiștii regimului comunist, iar poliția secretă, sub supravegherea ministrului Czesław Kiszczak, a continuat să spioneze acea parte a opoziției democrate care se opunea acordurilor Mesei Rotunde și a reușit să-și distrugă o parte din arhive. La câteva luni după ce Mazowiecki a preluat funcția de șef al guvernului, poliția secretă a fost dizolvată și Czesław Kiszczak a demisionat.

## Genocidul de la Srebrenica
Tadeusz Mazowiecki a fost trimis special al ONU în Bosnia și Herzegovina în 1992. În 1993 a redactat un raport despre încălcările drepturilor omului în fosta Iugoslavie. Mazowiecki s-a retras în 1995 pentru a protesta față de lipsa de reacție a puterilor mondiale față de atrocitățile comise în timpul Războiului din Bosnia, în principal față de masacrul de la Srebrenica comis în acel an.

## Anii ce au urmat

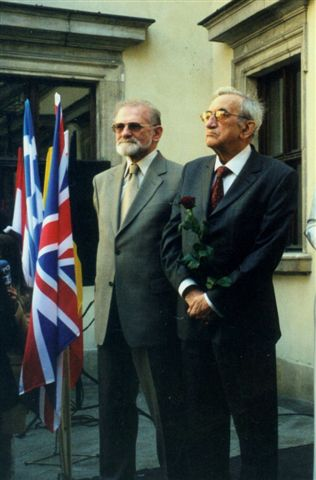
Fostul prim ministru Tadeusz Mazowiecki cu fostul ministru de externe Bronisław Geremek în 2004

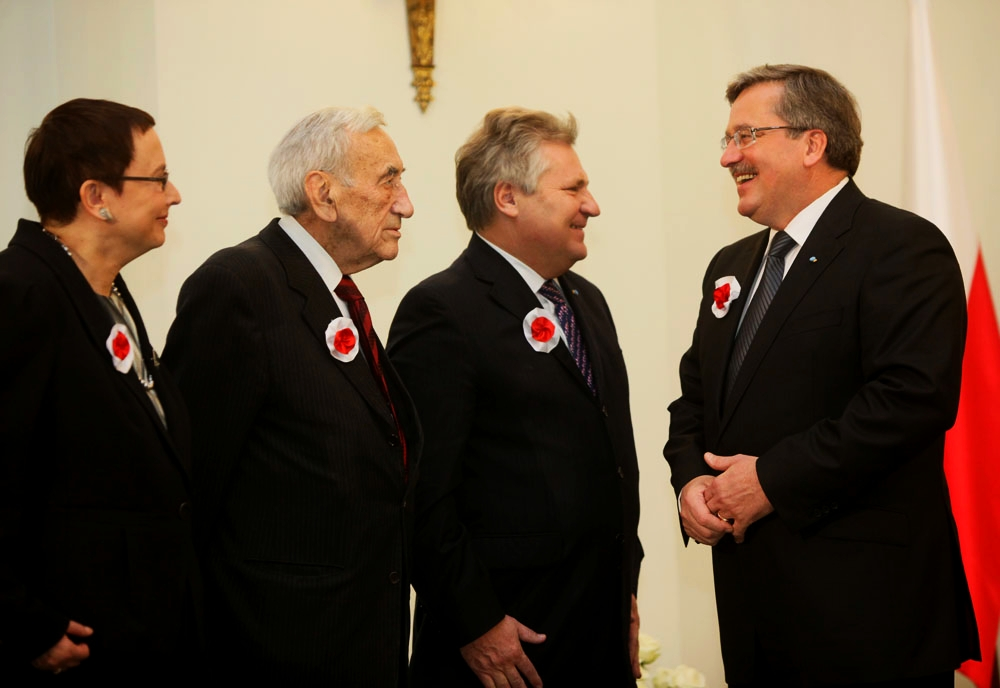
T. Mazowiecki cu președintele Bronisław Komorowski, fostul președinte Aleksander Kwaśniewski și ministrul educației Katarzyna Hall

Un conflict cu Lech Wałęsa a dus la dezintegrarea Clubului Parlamentar al Cetățenilor, care reprezenta Solidaritatea. Clubul a fost împărțit între Acordul de Centru care îl susțină pe Wałęsa, și ROAD, care a ținut partea lui Mazowiecki. Conflictul a făcut ca ambii politicieni să candideze la alegerile prezidențiale de la sfârșitul lui 1990. Mazowiecki, care în perioada Solidarității a fost consilier al lui Lech Wałęsa și al comitetului de grevă de la șantierul naval din Gdańsk, a candidat împotriva lui Wałęsa și a pierdut, neintrând în al doilea tur (a obținut doar 18,08% - 2.973.364 de voturi) și a fost depășit de Stanisław Tymiński, un candidat exotic, provenit din diaspora poloneză din Canada.
Din 1991, Mazowiecki a devenit președinte al Uniunii Democrate (devenită mai târziu Uniunea Libertății), din 1995 – a fost numit președinte de onoare. Împreună cu Jan Maria Rokita, Aleksander Hall și Hanna Suchocka el a reprezentat aripa creștin-democrată a partidului.
A fost demis din cauza criticilor provenite din rândul grupării de stânga din cadrul Uniunii Libertății (Wladyslaw Frasyniuk, Barbara Labuda), care l-au acuzat pe Mazowiecki de nehotărâre, lentoare la luarea deciziilor și de conservatorism excesiv. Între 1989 și 2001, Mazowiecki a fost membru al parlamentului, mai întâi ales în Poznań, apoi în Cracovia.
În 1997 a introdus un preambul de compromis în Constituția Poloniei (preambul redactat anterior de redactorii Tygodnik Powszechny), și a fost votat de Adunarea Națională. În noiembrie 2002, a părăsit Uniunea Libertății, protestând împotriva ieșirii din Internaționala Creștin-Democrată și a coalizării locale și electorale cu Alianța Stângii Democrate și ci Partidul Auto-Apărării în voievodatul Warmia-Mazuria.

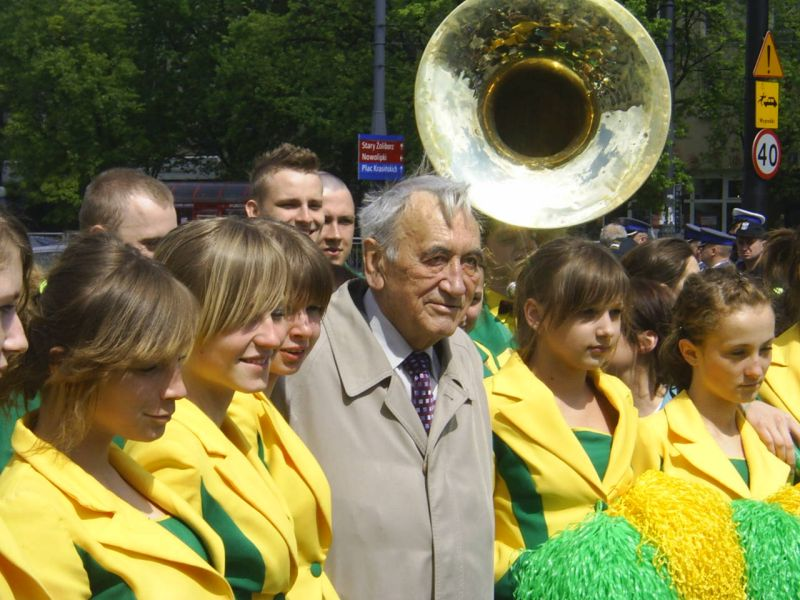
Mazowiecki în 2007

În 2005, a fost unul dintre fondatorii Partidului Democrat - democrats.pl - înființat prin extinderea fostei Uniuni a Libertății cu noi membri, mai ales cu tineri și câțiva politicieni de stânga. A fost lider al listei parlamentare în alegerile legislative din circumscripția Varșovia în 2005, obținând 30.143 voturi. Cel mai mare număr de voturi au fost obținute în districtul Żoliborz, și cel mai mic, în Rembertów. Până în 2006, a condus Consiliul Politic. S-a retras din viața politică și locuiește în Varșovia.
Mazowiecki a primit mai multe premii. A primit diplomă onorifică din partea universităților din Leuven, Genova, Giessen, Poitiers, Exeter, Varșovia și din parta Universității de Economie din Katowice. A primit Ordinul Vulturului Alb (1995), Ordinul de Aur al Bosniei (1996), Légion d'honneur (1997), Premiul Srebrenica (2005), Premiul Uriașul (1995) acordat de Gazeta Wyborcza la Poznań și Premiul Jan Nowak-Jezioranski (2004). În 2003, a fost ales în Consiliul Director al Fondului pentru Victime al Tribunalului Penal Internațional.